# 高嶺與花
《高嶺與花》是日本漫畫家師走ゆき的日本漫画作品。於少女漫畫雜誌《花與夢》（白泉社）2014年第13號作為短篇漫畫第一次刊載，並於《花與夢》2015年第2號再度刊載短篇後正式開始連載。單行本共16卷。
由日本出版販售公司主辦的「全國書店員推薦漫畫選拔2016年度」排名第9 。在2016年，由ダ・ヴィンチ雜誌和 niconico主辦的第2回「下一部漫畫大獎」，漫畫部門排名15名 。
截至2018年3月，在日本地區累計銷售突破110萬卷。

## 故事大綱
作為社會人士的姊姊的替身被安排相親的女高中生・野野村花，打算安全的結束這場相親，卻在相親對象・才原高嶺的傲慢態度下，憤怒地甩掉假髮並直接離席。
儘管相親破談了，與印象中不同的高嶺卻說了對花很在意，威脅花必須與他見面，否則就讓花的父親捲舖蓋走路。
即便花對高嶺的幼稚態度感到不快，而高嶺也知道花作為姊姊的替身來相親，兩人卻決定讓這場相親繼續下去。有著年齡差、身高差、家庭背景差的高嶺與花的戀愛喜劇。

## 登場人物
聲音演出 是「花與夢」2015年第19號附錄贈品「用耳朵戀愛 廣播劇CD」的聲優 。
野野村 花（野々村 花，ののむら はな，Nonomura Hana）
聲優 - 久保由利香
高中生。16歳。血液型O型。田徑社所屬的短距離跑者。
一般庶民家庭出生的少女。身形嬌小、童顏，有著不服輸的個性，天不怕地不怕，討厭處於被動，因此有著對任何事都非常主動的個性。
有一位美人姊姊，家中所有事都會以姊姊為優先，自己的意見一直被忽略。
父親・野野村茂因立場問題而無法拒絕相親，卻因姊姊拒絕這場相親，而讓妹妹的花作為替身與高嶺相親。
雖然對高嶺的傲慢態度表示嫌惡，卻發現他本性不壞，但也是個殘念男，因此覺得相當有趣。
曾對高嶺坦白自己是姊姊的替身，但高嶺其實在最初與花見面的時候就發現了，之後相親仍然持續著，在相處的過程中漸漸喜歡上高嶺。
17歲高中畢業後與高嶺結婚改名為才原 花，7年後與丈夫育有三胞胎高雄、高子、高規。
才原 高嶺（才原 高嶺，さいばら たかね，Saibara takane）
聲優 - 興津和幸
天下的大財團・鷹羽集團的少爺。27歳。血液型A型。愛車是銀色的法拉利。
眉清目秀、高身高、高學歷的男主角。
國內一等一的國立大學・帝大畢業，並且在鷹羽商業公司就職，有著經營企劃部部長的待遇，為未來的候選人員。取得美國名門大學院的MBA。
外在條件很好，實際上是個難相處的殘念男。因外在條件的關係，所以有很多女生接近他。有做了不甘願的事情就會身體不適的體質。
對花總是露出本性，常用傲慢的命令口氣。有著討厭認輸的孩子氣，實際上卻很純情的真面目。在好好看著花的時候，有時會做出成熟大人的發言，與花兩情相悅，對花說過會陪在她身邊等著她長大。
野野村 緣（野々村 縁，ののむら ゆかり，Nonomura Yukari）
聲優 - 中原麻衣
花的姊姊。23歳。在百貨公司工作，出名漂亮的接待員。
鷹羽 蒼天（鷹羽 蒼天，たかば そうてん，Takaba Souten）
天下的大財團・鷹羽集團的會長，也是高嶺的外祖父。
平常走路都會杵著拐杖，但卻可以打高爾夫球。
在一次子公司視察中，看到野野村緣幫父親帶便當而對緣印象深刻，因此提出讓緣與高嶺相親的事。
藤原 光子（藤原 光子，ふじわら ひかるこ，Hujiwara Hikaruko）
花的朋友。綁辮子戴眼鏡的少女。
把眼鏡跟頭髮放下來的話，外表會變得跟平常不太一樣。
小川 水希（小川 水希，おがわ みずき，Ogawa Mizuki）
花的朋友。短頭髮有著雀斑的高挑少女。
家中有高二的哥哥・清史，和國三的弟弟・龍。
順帶一提，兄弟也都有雀斑。
岡本 颯馬（岡本 颯馬，おかもと そうま，Okamoto Souma）
與花同年級的青梅竹馬。足球社所屬。在女同學間頗有人氣。
父母經營著鐵板燒店，花與她的朋友們都是常客。
非常在意花跟高嶺的關係。
尼可拉・路奇亞諾（Nicola Luciano，ニコラ・ルチアーノ，Nikora Ruchiaano）
高嶺大學時代的朋友。義大利的美青年，有名品牌一族的少爺。
對於不習慣接觸女性的高嶺相當擔心。
霧之崎 瑛二（霧ヶ崎 瑛二，きりがさき えいじ，Kirigasaki eiji）
高嶺的支援人員（類似秘書）。有「秘書課的希望」之稱的逸材。
把事情都當成「工作」的話，什麼事都可以做得很好。
鷹羽 大海（鷹羽 大海，たかば ひろみ，Takaba Hiromi）
高嶺的表弟。都叫高嶺為「高嶺哥哥」。小學四年級。
「將來要成為像高嶺哥哥一樣的人」般仰慕高嶺。在學高嶺的時候，第一人稱是「俺」，平常是用「ぼく」。
為了把頭髮弄得跟高嶺一樣，每天都很認真的做頭髮造型。
跟颯馬的弟弟・和馬同年級，偶爾會一起玩。
岡本 和馬（岡本 和馬，おかもと かずま，Okamoto Kazuma）
颯馬的弟弟。小學四年級。
很有朝氣，講話很大聲。跟哥哥一樣，對足球很在行。
岡本 天馬（岡本 天馬，おかもと てんま，Okamoto Tenma）
颯馬的弟弟。幼稚園生。
很愛哭。常常被路奇亞諾抱在懷裡。
豬熊 利乃（猪熊 りの，いのくま りの，Inokuma Rino）
高嶺高中時期的後輩。就讀京都的醫大，六年級生。嘴邊有一顆痣。跟緣不同類型的美人。
喜歡高嶺，知道花是高嶺的相親對象時，說了高嶺是「蘿莉控」。
其實是男生，本名叫「豬熊利之（猪熊利之）」。
高中時期曾隱藏自己女性化的一面。但後來逐漸被其他同學發現，並因此被排擠，在學校屋頂哭的時候吵到在屋頂讀書的高嶺，被高嶺碎念，因此吸引了利乃。

## 出版書籍
先前由東立出版社於2016年6月、2017年1月、2017年3月代理發行3集，後版權到期由長鴻出版社接手代理。
| 集數 | 白泉社         | 白泉社                                                  | 長鴻出版社     | 長鴻出版社             |
| 集數 | 發售日期       | ISBN                                                    | 發售日期       | ISBN                   |
| ---- | -------------- | ------------------------------------------------------- | -------------- | ---------------------- |
| 1    | 2015年3月20日  | ISBN 978-4-592-21351-2                                  | 2023年3月8日   | ISBN 978-626-007-451-7 |
| 2    | 2015年7月17日  | ISBN 978-4-592-21352-9                                  | 2023年3月8日   | ISBN 978-626-007-452-4 |
| 3    | 2015年11月20日 | ISBN 978-4-592-21353-6                                  | 2023年4月26日  | ISBN 978-626-007-627-6 |
| 4    | 2016年3月18日  | ISBN 978-4-592-21354-3                                  | 2023年4月26日  | ISBN 978-626-007-628-3 |
| 5    | 2016年7月20日  | ISBN 978-4-592-21355-0                                  | 2023年6月28日  | ISBN 978-626-007-796-9 |
| 6    | 2016年11月18日 | ISBN 978-4-592-21356-7                                  | 2023年6月28日  | ISBN 978-626-007-797-6 |
| 7    | 2017年3月20日  | ISBN 978-4-592-21357-4                                  | 2023年9月8日   | ISBN 978-626-008-010-5 |
| 8    | 2017年7月20日  | ISBN 978-4-592-21358-1                                  | 2023年9月8日   | ISBN 978-626-008-011-2 |
| 9    | 2017年11月20日 | ISBN 978-4-592-21358-1                                  | 2023年11月10日 | ISBN 978-626-008-203-1 |
| 10   | 2018年3月20日  | ISBN 978-4-592-21360-4                                  | 2023年11月10日 | ISBN 978-626-008-204-8 |
| 11   | 2018年7月20日  | ISBN 978-4-592-21601-8                                  | 2023年12月29日 | ISBN 978-626-008-412-7 |
| 12   | 2018年10月19日 | ISBN 978-4-592-21602-5                                  | 2024年3月1日   | ISBN 978-626-008-597-1 |
| 13   | 2019年2月20日  | ISBN 978-4-592-21603-2 ISBN 978-4-592-10611-1（限定版） | 2024年5月6日   | ISBN 978-626-008-748-7 |
| 14   | 2019年4月19日  | ISBN 978-4-592-21604-9                                  | 2024年6月28日  | ISBN 978-626-008-941-2 |
| 15   | 2019年9月20日  | ISBN 978-4-592-21605-6                                  |                |                        |
| 16   | 2020年2月20日  | ISBN 978-4-592-21606-3                                  |                |                        |
| 17   | 2020年6月19日  | ISBN 978-4-592-21607-0                                  |                |                        |
| 18   | 2020年9月18日  | ISBN 978-4-592-21608-7 ISBN 978-4-592-22776-2（限定版） |                |                        |

## 電視劇
2019年3月18日起每週一晚間12點開始播放，由富士電視台監製。主演高杉真宙。

## 外部連結
- 高嶺と花 師走ゆき|白泉社 （页面存档备份，存于）（日語）
- 高嶺與花的X（前Twitter）（日語）
- 師走ゆき『高嶺と花』インタビュー⑴ （页面存档备份，存于）（日語）
- 師走ゆき『高嶺と花』インタビュー⑵ （页面存档备份，存于）（日語）
- 高嶺と花［作］師走ゆき ■年齢も環境も違うふたりの「よくわからない関係」（日語）